# Cerina Vincent
Cerina Vincent (Las Vegas, 7 febbraio 1979) è un'attrice e scrittrice statunitense.

## Biografia
Cerina è nata a Las Vegas, Nevada ed ha origini italiane. Nel 1996 vinse il titolo di Miss Nevada Teen USA e partecipò a Miss Teen USA. Anche se arrivò tra le prime 15, non fu ammessa alla sfilata, che si tenne a Las Cruces, in Nuovo Messico, e fu vinta da Christie Lee Woods. Il ruolo principale interpretato dalla Vincent è stato il Power Ranger giallo Maya nella serie televisiva del 1999 Power Rangers: Lost Galaxy.
Nel 2001 Cerina è apparsa nel film parodia Non è un'altra stupida commedia americana nei panni della studentessa straniera Areola, che non porta vestiti per tutto il film. Il personaggio è la parodia di Nadia, interpretata da Shannon Elizabeth nel film American Pie (1999). Affermò che essere nuda per tutto il film la fece sentire molto più a suo agio con il suo corpo.
Nel 2003 Cerina ha un ruolo nel film horror Cabin Fever. Tuttavia, a seguito delle scene di nudo in Non è un'altra stupida commedia americana, la Vincent cercò di limitare questo tipo di riprese in Cabin Fever per paura di avere ruoli fissi con scene di nudo. Questa sua scelta divenne un punto di scontro con il regista di Cabin Fever, Eli Roth. Roth voleva che in una scena di sesso si vedesse chiaramente il sedere di Cerina, ma lei si rifiutò categoricamente. Venne raggiunto un compromesso in cui Cerina avrebbe fatto le riprese con il sedere verso la telecamera, come previsto, ma coperto da un lenzuolo tranne che per un centimetro. Roth ha riferito di aver misurato la parte scoperta di Cerina con un righello, per essere sicuro che "fosse di un centimetro".
Nel 2006 la Vincent apparve nell'original movie di Sci-Fi Channe Sasquatch Mountain, accanto a Lance Henriksen, e ottenne il suo primo ruolo da protagonista in It Waits. Nel 2007 fu in Return to House on Haunted Hill che fu il suo debutto direct-to-video. Apparve anche in un documentario del 2009, Pretty Bloody: The Women of Horror.
Cerina ha scritto il suo primo libro nel 2007, insieme a Jodi Lipper, How to Eat Like a Hot Chick.
Nel 2012 interpreta il ruolo di Kelly nella terza serie web di The Walking Dead, dal titolo Cold Storage. Dal 2016 al 2018 è nel cast della serie televisiva Harley in mezzo, in cui interpreta il ruolo di Suzy Diaz.
Il suo patrimonio netto stimato al 2021 è di circa 2 milioni di dollari (≈ €1,660,000).

## Filmografia

### Cinema
- La paura corre in silenzio (Fear Runs Silent), regia di Serge Rodnunsky (2000)
- Non è un'altra stupida commedia americana (Not Another Teen Movie), regia di Joel Gallen (2001)
- Cabin Fever, regia di Eli Roth (2002)
- L'ultima speranza (Final Sale), regia di Andrew C. Erin (2004)
- Murder-Set-Pieces, regia di Nick Palumbo (2004)
- Intermedio, regia di Andrew Lauer (2005)
- Conversations with Other Women, regia di Hans Canosa (2005)
- It Waits, regia di Steven R. Monroe (2005)
- The Surfer King, regia di Bernard Murray, Jr. (2006)
- Seven Mummies, regia di Nick Quested (2006)
- Devil on the Mountain (Sasquatch Mountain), regia di Steven R. Monroe (2006)
- Just Add Water, regia di Hart Bochner (2007)
- Everybody Wants to Be Italian, regia di Jason Todd Ipson (2007)
- Il ritorno nella casa sulla collina (Return to House on Haunted Hill), regia di Víctor García (2007)
- Toxic, regia di Alan Pao (2008)
- Fashion Victim, regia di Ben Waller (2008)
- Chasing Happiness, regia di Beni Atoori (2012)
- Scherzi della natura (Freaks of Nature), regia di Robbie Pickering (2015)
- Tales of Halloween, (2015)
- Broken Memories, regia di Michael Worth (2017)
- Una collega pericolosa (The Work Wife), regia di Michael Feifer (2018)
- Una scomoda verità (Secrets in the Water), regia di Michael Feifer (2020)

### Televisione
- Power Rangers Lost Galaxy – serie TV, 45 episodi (1999)
- Power Rangers Lightspeed Rescue – serie TV, episodi 1x29-1x30 (2000)
- City Guys – serie TV, episodio 4x26 (2001)
- Malcolm (Malcolm in the Middle) – serie TV, episodio 2x21 (2001)
- Ally McBeal – serie TV, episodio 5x19 (2002)
- CSI - Scena del crimine (CSI: Crime Scene Investigation) – serie TV, episodio 5x19 (2005)
- Bones – serie TV, episodio 2x06 (2006)
- Wifey, regia di Reginald Hudlin – film TV (2007)
- Due uomini e mezzo (Two and a Half Men) – serie TV, episodio 5x12 (2008)
- Provaci ancora Gary (Gary Unmarried) – serie TV, episodio 1x12 (2009)
- Mike & Molly – serie TV, episodi 2x18-2x20 (2012)
- The Walking Dead: Cold Storage – serie web, episodio 2x04 (2012)
- Workaholics – serie TV, episodi 4x05-4x07 (2014)
- Californication – serie TV, episodio 7x11 (2014)
- Jennifer Falls – serie TV, episodio 1x04 (2014)
- Harley in mezzo (Stuck in the Middle) – serie TV, 46 episodi (2016-2018)
- The Reflex Experience – miniserie TV, 8 episodi (2017)

### Cortometraggi
- Darkened Room, regia di David Lynch (2002)
- Pennies, regia di Warner Loughlin e Diana Valentine (2006)

## Doppiatrici italiane
Nelle versioni in italiano dei suoi film, Cerina Vincent è stata doppiata da:
- Debora Magnaghi in Power Rangers Lost Galaxy
- Eleonora De Angelis in Cabin Fever
- Antonella Baldini in Seven Mummies
- Cristina Boraschi in CSI - Scena del crimine
- Gemma Donati in Malcolm
- Alessandra Korompay in Devil on the Mountain
- Maddalena Vadacca in Il ritorno nella casa sulla collina
- Irene Di Valmo in Due uomini e mezzo
- Selvaggia Quattrini in Provaci ancora Gary
- Daniela Calò in Harley in mezzo